# Jean de Wytvliet
Jean de Wytvliet (1312 - 1356), seigneur de Blaesvelde est l'un des nombreux bâtards de Jean II de Brabant. Il épouse Elsbeen de Wytvliet.

## Histoire
En 1328, la seigneurie de Blaasveld est en possession de Rudolf Pipenpoy, sénéchal de Brabant. Sa fille, Margareta, épouse Joannes van Wytvliet, dès lors cette seigneurie passera aux mains de cette famille.

## Armes
de Brabant à la cotice d’argent brochante